# La barca è piena
La barca è piena (Das Boot ist voll) è un film del 1981 diretto da Markus Imhoof, basato sull'omonimo romanzo del giornalista e scrittore svizzero Alfred A. Haesler.
È stato proiettato in anteprima alla 31ª edizione del Festival di Berlino, dove si è aggiudicato diversi riconoscimenti, e nel 1982 è stato designato dall'Academy come film rappresentante il cinema svizzero e candidato per l'Oscar al miglior film straniero.
Il titolo del film si riferisce alla metafora usata da Eduard von Steiger, a capo del Dipartimento federale di giustizia e polizia durante la seconda guerra mondiale, che in un discorso pronunciato il 30 agosto 1942 alla chiesa protestante di Oerlikon paragonò la Svizzera a una scialuppa di salvataggio troppo piccola e affollata per accogliere altri rifugiati.

## Trama
Germania, agosto 1942. Cinque ebrei e un disertore tedesco riescono a fuggire da un treno diretto verso un campo di sterminio e a riparare in territorio svizzero, ignorando che un decreto federale da poco emanato nega il diritto d'asilo alle vittime delle persecuzioni razziali, se non in casi eccezionali. Giunti clandestinamente in un piccolo villaggio, chiedono ospitalità a una donna ma il marito li denuncia alla polizia cantonale. I fuggiaschi tentano perciò di scambiarsi i ruoli per sfuggire al controllo ed evitare di essere riconsegnati ai nazisti, cosa che però non riusciranno ad evitare.

## Produzione
Le riprese, effettuate nelle città di Diepoldsau e Siblingen nel nord della Svizzera, iniziarono nel luglio 1980 e terminarono nel mese di settembre. Il film fu prodotto dalla Limbo Film AG, fondata nel 1977 da Imhoff e George Reinhart, ma la realizzazione non si rivelò semplice dato che l'argomento trattato era all'epoca considerato taboo in Svizzera. Per garantire il finanziamento necessario fu perciò determinante il coinvolgimento di Austria e Germania e delle emittenti ZDF e ORF, oltre alla svizzera SRF.

## Distribuzione
Dopo l'anteprima del febbraio 1981 al Festival di Berlino, il film è stato proiettato il 25 aprile al New Directors/New Films Festival di New York e distribuito in Germania Ovest dal 18 dicembre. Il 7 novembre 1982 ha partecipato al Philadelphia Jewish Film Festival e nel 1983 è stato mostrato di nuovo alla Berinale nella retrospettiva "Exile. Six Actors from Germany", dedicata agli attori tedeschi (tra i quali Curt Bois, interprete di questo film) costretti negli anni trenta a lasciare la Germania dopo l'ascesa del regime nazista.
Nel 2004 la pellicola è stata sottoposta a restauro digitale a partire da due copie fortemente danneggiate, quella originale in 16 mm e una in 35 mm, e proiettata al Festival di Berlino, nella sezione Berlinale Special, e al San Francisco Jewish Film Festival.

### Date di uscita
- Stati Uniti (The Boat Is Full) – 21 ottobre 1981 (distribuzione limitata)
- Germania Ovest (Das Boot ist voll) – 18 dicembre 1981
- Australia (The Boat Is Full) – 22 aprile 1982
- Finlandia (Vene on täynnä) – 19 novembre 1982
- Danimarca (Båden er fuld) – 5 febbraio 1983
- Germania Est (Das Boot ist voll) – 25 marzo 1983
- Ungheria (A csónak megtelt) – Agosto 1983

## Critica
Il critico Tullio Kezich ha definito La barca è piena «un piccolo classico nella filmografia dell'Olocausto» che rovescia il luogo comune della Svizzera paradiso dei rifugiati, mentre Morando Morandini ha scritto su Il Giorno: «Raccontato con un ritmo che non lascia respiro, ma che dà il giusto spazio all'analisi del comportamento e delle psicologie, La barca è piena è recitato da un'ottima compagnia di attori».
Lo scrittore Alberto Moravia ha giudicato il film «un'analisi molto sottile e molto intensa del nazionalismo "cantonale"», apprezzando sia la regia di Imhoof «esatta, analitica, puntigliosa» sia la prova degli attori, in particolare Tina Engel, Renate Steigner, Mathias Gnädinger e Michael Gempart.

## Riconoscimenti
- Festival internazionale del cinema di Berlino 1981
Orso d'argento per il miglior contributo singolo a Markus Imhoof, per la sceneggiatura e la direzione del cast
Premio FIPRESCI, menzione d'onore a Markus Imhoof
Premio OCIC a Markus Imhoof
Premio Interfilm, raccomandazione speciale a Markus Imhoof
Premio CIDALC a Markus Imhoof
Candidatura all'Orso d'oro a Markus Imhoof
- National Board of Review 1981
Miglior film straniero[10]
- Chicago International Film Festival 1981
Candidatura al Gold Hugo per il miglior lungometraggio a Markus Imhoof
- Premi Oscar 1982
Candidatura per il miglior film in lingua straniera
- David di Donatello 1982
David René Clair a Markus Imhoof (ex aequo con Jaakko Pakkasvirta per Il segno della bestia)
- Max Ophüls Festival 1982
Candidatura al Max Ophüls Award a Markus Imhoof